# Šrobárová
Šrobárová je obec na Slovensku v okrese Komárno. První písemná zmínka pochází z roku 1926. Do roku 1926 byla součástí obce Marcelová. Žije zde 485 obyvatel. Rozloha obce činí 8,39 km². V obci se nachází římskokatolický kostel Panny Marie Sedmibolestné z roku 1934.